# Diocèse de Satu Mare
Le diocèse de Satu Mare (en roumain : Dieceza de Satu Mare, en latin : Dioecesis Satmariensis, en hongrois : Szatmári Egyházmegye) est un diocèse catholique de Roumanie de rite latin de la province ecclésiastique de Bucarest dont le siège est situé à Satu Mare, dans le Județ de Satu Mare. L'évêque actuel est Jenő Schönberger (en), depuis 2003.

## Historique

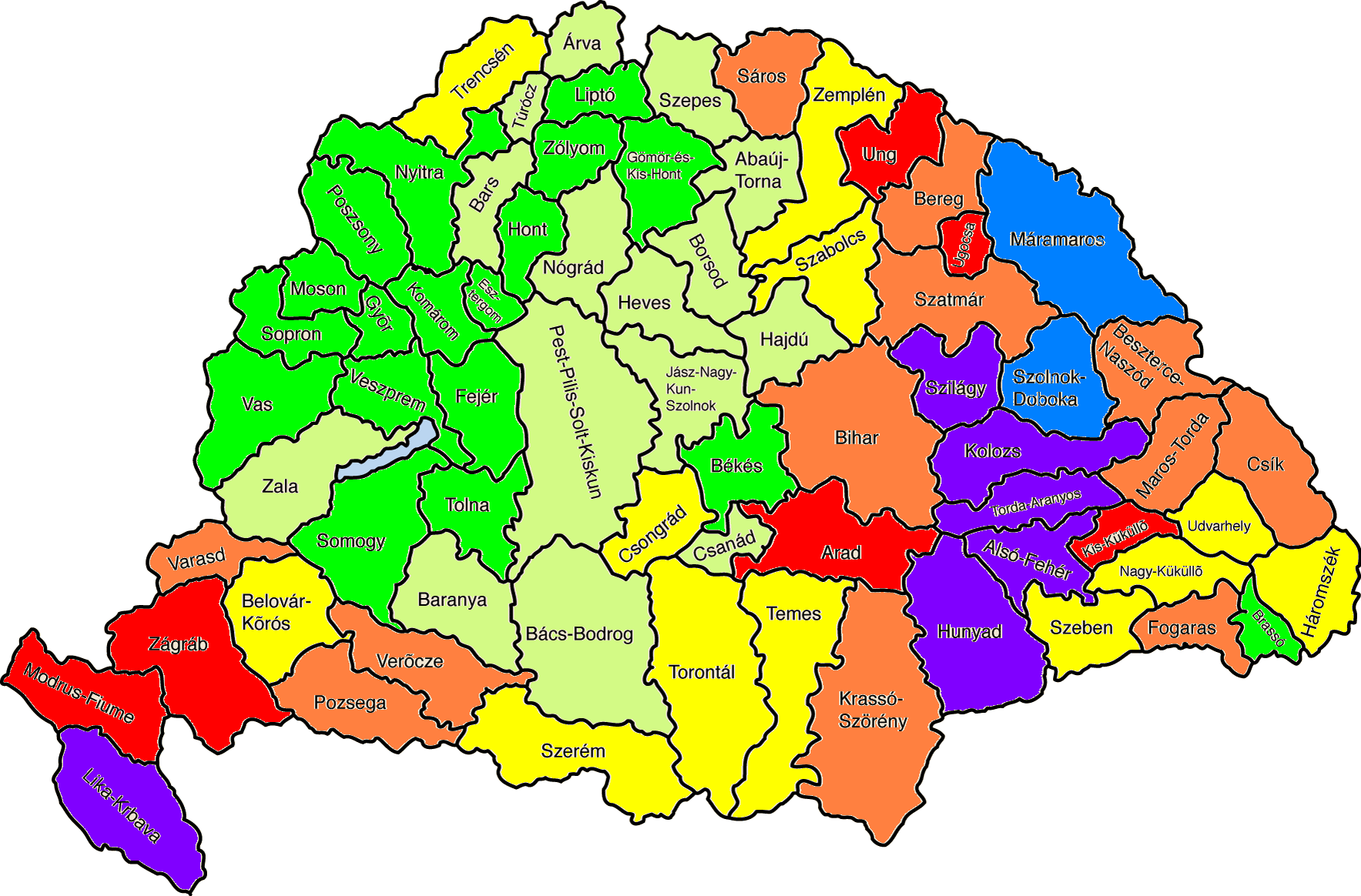
Les comitats du royaume de Hongrie en 1900

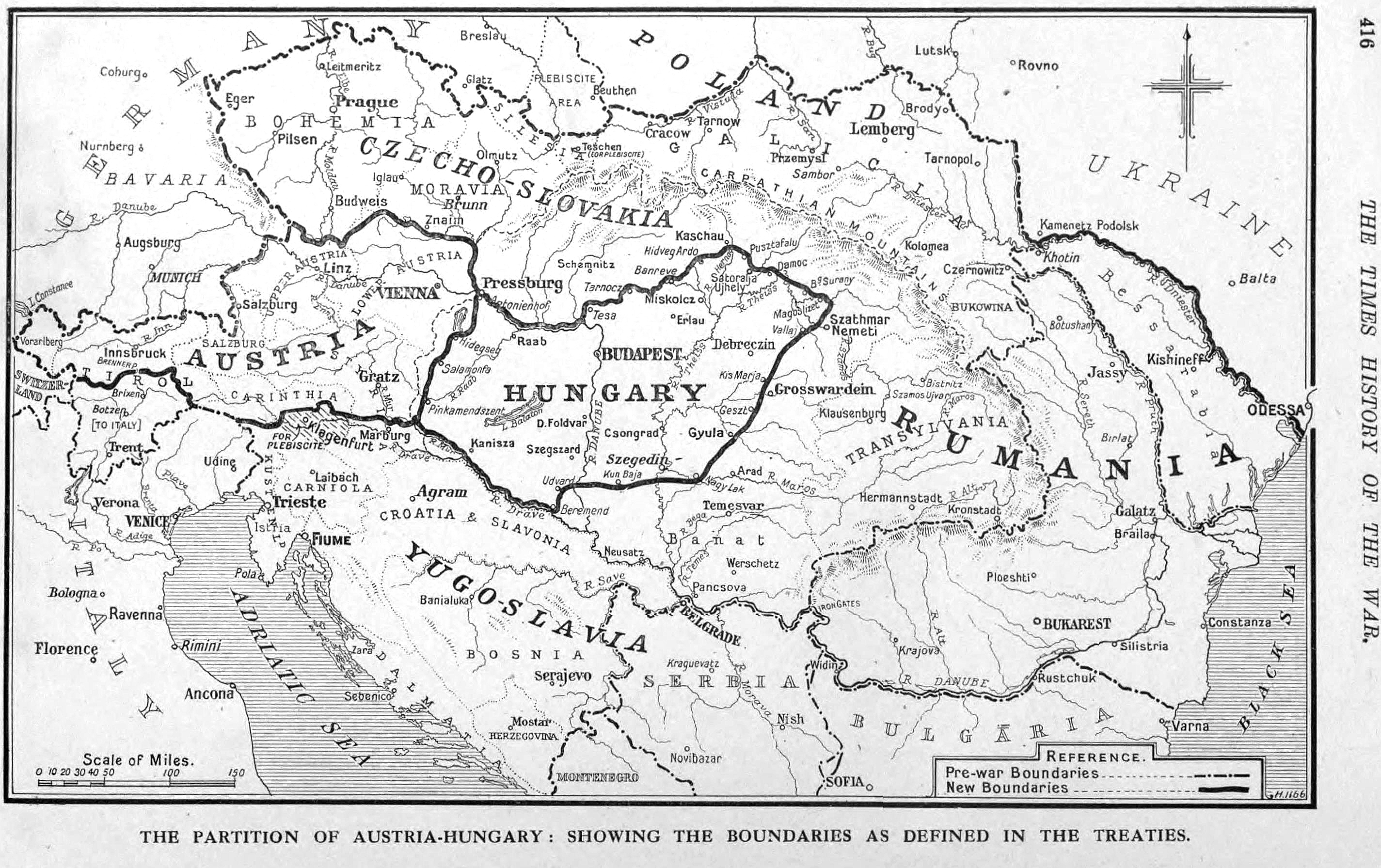
La dissolution de l'Autriche-Hongrie et les nouvelles frontières

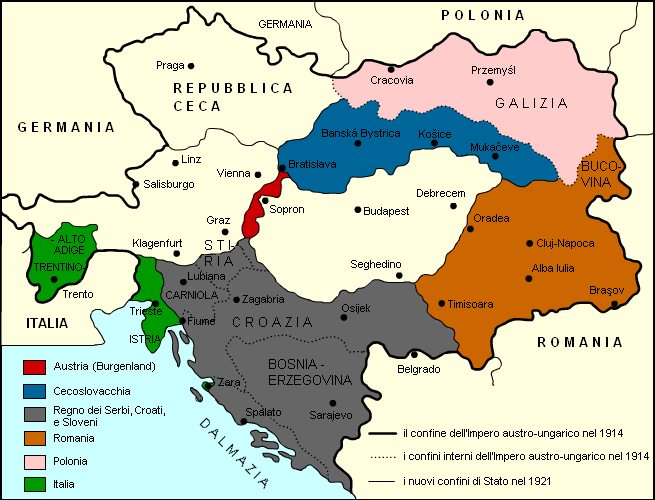
Nouvelles frontières à la suite des traités de Saint-Germain et de Trianon

La Première République tchécoslovaque

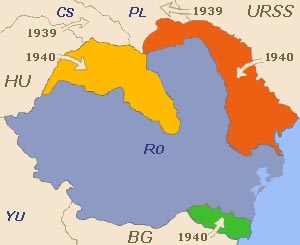
Modifications des frontières entre 1938 et 1940

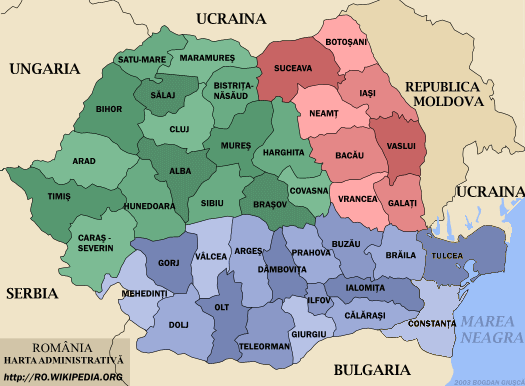
La Roumanie administrative

Le diocèse a été fondé par François Ier, empereur d'Autriche et roi de Hongrie, le 23 mars 1804. Le pape Pie VII  a reconnu ce diocèse par la bulle pontificale du 9 août de la même année. Le nouveau diocèse comprenait le comitat de Szatmár, celui de Máramaros, d'Ugocsa, de Bereg, de Ung avec une petite partie de Szabolcs.
La Première Guerre mondiale et le traité de Trianon ont entraîné des modifications des frontières entre la Hongrie et la Roumanie, la création de l'Union des républiques socialistes soviétiques et de la République tchécoslovaque. Le diocèse de Szatmár s'est trouvé partagé entre plusieurs de ces États dans leurs nouvelles frontières. La partie restée en Hongrie a formé le comitat Szabolcs-Szatmár-Bereg. La partie se trouvant dans la République tchécoslovaque en 1920 forme la Ruthénie subcarpathique. Elle fait partie du diocèse de Satu Mare.
Un concordat est signé le 10 mai 1927 entre le Saint-Siège et le Royaume de Roumanie créant pour l'Église catholique de rite latin un archidiocèse à Bucarest et quatre diocèses suffragants, à Alba-Julia, Timișoara, Satu Mare et Oradea Mare (Gran Varadino, Nagyvárad) unies aeque principaliter, l'administration apostolique du territoire d'Oradea Mare cesse et passe sous la juridiction de l'évêque de Satu Mare, et Iași.
Le diocèse perd des territoires le 2 septembre 1937 au profit de l'archidiocèse d'Eger et du diocèse of Košice.
Avec le premier arbitrage de Vienne, le 2 novembre 1938, la Hongrie a récupéré une partie de la Ruthénie subcarpatique. Après la dissolution de la République tchèque, le Hongrie a occupé toute la Ruthénie subcarpatique. Au deuxième arbitrage de Vienne, le 30 août 1940, la Hongrie a annexé la partie nord de la Transylvanie. Le diocèse de Satu Mare fait alors partie de la Hongrie. Le 28 juin 1941, le diocèse d'Oradea Mare est détaché de celui de Satu Mare.
Après la Seconde Guerre mondiale, la Ruthénie subacarpatique devient l'oblast de Transcarpatie incorporée à l'Ukraine. Il forme le diocèse de Moukatcheve depuis 2002 après le détachement de ce territoire du diocèse de Satu Mare en 1993. La Roumanie récupère la partie nord de la Transylvanie. Les diocèses d'Oradea Mare et de Satu Mare sont de nouveau réunis le 9 avril 1948.
Le concordat signé entre l'État roumain et le Vatican est dénoncé par le gouvernement communiste roumain le 17 juillet 1948. Le gouvernement roumain expulse le nonce apostolique et confisque tous les biens et avoirs catholiques en Roumanie.
Le 18 octobre 1982, les diocèses de Satu Mare et d'Oradea Mare sont séparés. Le diocèse de Satu Mare comprend le județ de Satu Mare et le județ de Maramureș.
Après la révolution roumaine de 1989, l'Église catholique retrouve tous ses droits.

## Églises du diocèse
La cathédrale de l'Ascension-du-Seigneur (en) (en roumain : Catedrala romano-catolică Înălţarea Domnului) de Satu Mare est la cathédrale du diocèse de Satu Mare.

## Évêques
- Istvan Fischer de Nagy , depuis le 20 août 1804 jusqu'au 18 septembre 1807, puis archevêque métropolitain d'Eger jusqu'à sa mort le 4 juillet 1822.
- Péter Klobusiczky, confirmé le 11 janvier 1808 jusqu'au 19 avril 1822, puis archevêque de Kalocsa,
- Flórián Kovács, confirmé le 19 avril 1822 jusqu'à sa mort le 11 décembre 1825,
- János Hám, confirmé le 28 janvier 1828 jusqu'à sa mort le 30 décembre 1857,
- Mihály Haas, nommé le 27 septembre 1858 jusqu'à sa mort le 27 mars 1866,
- László Kézdi-polányi Biró, confirmé le 22 février 1867 jusqu'à sa mort le 21 janvier 1872,
- Lőrinc (Vavrinec) Schlauch, confirmé le 25 juillet 1873 jusqu'au 26 mai 1887, puis évêque d'Oradea Mare (Gran Varadino, Nagyvárad)
- Gyula Meszlényi, du 29 avril 1888 jusqu'à sa mort le 14 mars 1905,
- Bélát Mayer, confirmé le 11 décembre 1905 jusqu'à sa démission le 13 mars 1906,
- Tibor Boromisza, nommé le 3 août 1906 jusqu'à sa mort le 9 juillet 1928.
- István Fiedler (de), nommé évêque d'Oradea Mare et de Satu Mare le 16 octobre 1930 jusqu'au 15 décembre 1939, puis évêque titulaire de Mulia (de) jusqu'à sa mort le 25 octobre 1957.
- Pál Napholcz, nommé évêque d'Oradea Mare et de Satu Mare le 23 juillet 1940 jusqu'à sa démission le 1er septembre 1940,
- János Scheffler (de), nommé évêque de Satu Mare le 26 mars 1942, puis évêque d'Oradea Mare et de Satu Mare le 9 avril 1948 jusqu'à sa mort le 6 décembre 1952.
- Pál Reizer, nommé le 14 mars 1990 jusqu'à sa mort le 18 avril 2002,
- Jenő Schönberger (en), depuis le 30 avril 2003.